# Hitohiro Saitō
Pour les articles homonymes, voir Saito.
Hitohiro Saitō (斎藤 仁弘, Saitō Hitohiro) (né le 12 février 1957) est un maître d'aïkido. Il est le fils et le successeur de Morihiro Saitō. Il est le fondateur de l'Iwama Shin Shin Aikishuren Kai. Hitohiro Sensei a commencé l'apprentissage de l'aikido à l'âge de 7 ans dans le dojo de Morihei Ueshiba, le fondateur de l'aïkido, qui s'en est occupé comme son propre petit-fils. Après qu'Ueshiba soit mort en 1969, il a continué la pratique avec son père. Le jeune Saitō est devenu instructeur officiel au dojo d'Iwama en 1986 et l'est resté jusqu'en 2004 où il s'est séparé de l'Aikikai pour former sa propre organisation. Depuis 2009 il est aussi connu sous le nom de Hitohira (仁平) Saito.

## Histoire personnelle
Son père vieillissant, Hitohiro Saitō occupait de fait depuis plusieurs années la position de responsable du dōjō d'Iwama et de gardien du sanctuaire de l'aikido. À la suite de dissensions avec l'Aïkikaï, Hitohiro Saitō se sépara de cette organisation en 2004 pour fonder l'Iwama Shin Shin Aikishuren Kai, dans l'idée de préserver l'aikido tel que Morihei Ueshiba l'enseignait à la fin de sa vie à Iwama ainsi que le travail de son propre père, Morihiro Saitō.

## Iwama Shin Shin Aikishuren Kai
Hitohiro Saitō est le fondateur et le dirigeant de l'Iwama Shin Shin Aikishuren Kai (岩間神信合氣修練会), l'organisation gérant l'école iwama-ryū de l'aikido.
Après la mort de son père, Morihiro Saitō, le 13 mai 2002, Hitohiro Saitō a continué à s'occuper du dojo du fondateur et du sanctuaire de l'aikido, l' Aiki Jinja. Il s'était également préparé à céder ces rôles à l'Aikikai, qui possède ces lieux. Cependant, le doshu (dirigeant de l'Aikikai) lui demanda de cesser l'attribution des grades dan iwama-ryū. En retour, Saitō demanda à l'Aikikai d'annoncer officiellement que l'aikido originel du fondateur serait préservé à Iwama. Ceci n'arriva jamais. Par ailleurs, Hitohiro Saitō était soumis à des pressions de la part des différents dojos iwama. Ainsi, en novembre 2003, Saitō quitta l'Aikikai. En février 2004, il créa sa propre organisation, l'Iwama Shin Shin Aikishuren Kai.
Alors que certains élèves de Morihiro Saitō préférèrent rester affiliés à l'Aikikai, d'autres décidèrent de suivre Hitohiro Saitō dans sa nouvelle organisation. aujourd'hui, il enseigne à plein temps dans son propre dojo et voyage constamment au Japon ou autour du monde, tenant des séminaires suivis par des centaines d'étudiants en aikido.

## Enseignement
Son aikido est réputé précis, austère et dynamique. Contrairement à la plupart des autres écoles, il met l'accent sur les armes (aikijo et aikiken). En tant qu'enseignant, il est exigeant, insistant toujours sur l'étude approfondie des bases de l'aikido comme le faisait O Sensei et son père, et en développant les techniques afin de se rapprocher toujours plus de l'Aikido du fondateur.

## Vie personnelle
Saito Hitohiro Sensei est également un chef cuisinier, calligraphe, peintre et sculpteur. Dans son atelier, il sculpte principalement des masques japonais et des têtes de lion, appelé Shishigashira (獅子頭).
Son épouse et ses enfants pratiquent chaque jour au Dojo Tanrenkan. Depuis 2016, ses 2 fils (Saito Yasuhiro & Saito Mitsuyoshi) dirigent également des stages dans plusieurs pays étrangers.